# Agosto
Agosto är en ort i Mexiko.   Den ligger i kommunen Comala och delstaten Colima, i den södra delen av landet, 500 km väster om huvudstaden Mexico City. Agosto ligger 1 142 meter över havet och antalet invånare är 197.
Terrängen runt Agosto är lite bergig. Runt Agosto är det ganska tätbefolkat, med 58 invånare per kvadratkilometer. Närmaste större samhälle är Colima, 16,6 km söder om Agosto. Omgivningarna runt Agosto är en mosaik av jordbruksmark och naturlig växtlighet.